# العلاقات السورية الفنزويلية
العلاقات السورية الفنزويلية هي العلاقات الثنائية التي تجمع بين سوريا وفنزويلا.

## مقارنة بين البلدين
هذه مقارنة عامة ومرجعية للدولتين:
| وجه المقارنة                                              | سوريا                    | فنزويلا                                  |
| --------------------------------------------------------- | ------------------------ | ---------------------------------------- |
| المساحة (كم2)                                             | 185.18 ألف               | 916.45 ألف                               |
| عدد السكان (نسمة)                                         | 18.27 مليون              | 28.87 مليون                              |
| الكثافة السكانية (ن./كم²)                                 | 98.66                    | 31.5                                     |
| العاصمة                                                   | دمشق                     | كاراكاس                                  |
| اللغة الرسمية                                             | اللغة العربية            | اللغة الإسبانية، لغة الإشارة الفنزويلية ‏ |
| العملة                                                    | ليرة سورية               | بوليفار فنزويلي                          |
| الناتج المحلي الإجمالي (بليون دولار)                      | 60.20 مليار              | 482.36 مليار                             |
| الناتج المحلي الإجمالي (تعادل القوة الشرائية) بليون دولار |                          |                                          |
| الناتج المحلي الإجمالي الاسمي للفرد دولار أمريكي          |                          |                                          |
| الناتج المحلي الإجمالي للفرد دولار أمريكي                 |                          |                                          |
| مؤشر التنمية البشرية                                      | 0.594                    | 0.762                                    |
| رمز المكالمات الدولي                                      | +963                     | +58                                      |
| رمز الإنترنت                                              | .sy                      | .ve                                      |
| المنطقة الزمنية                                           | ت ع م+02:00، ت ع م+03:00 | 00                                       |

## منظمات دولية مشتركة
يشترك البلدان في عضوية مجموعة من المنظمات الدولية، منها:
| علم المنظمة | اسم المنظمة                        | تاريخ انضمام سوريا | تاريخ انضمام فنزويلا |
| ----------- | ---------------------------------- | ------------------ | -------------------- |
|             | يونسكو                             | 16 نوفمبر 1946     | 25 نوفمبر 1946       |
|             | وكالة ضمان الاستثمار متعدد الأطراف | 14 مايو 2002       | 9 مايو 1994          |
|             | الأمم المتحدة                      | 24 أكتوبر 1945     | 15 نوفمبر 1945       |
|             | الاتحاد البريدي العالمي            | ?                  | ?                    |
|             | البنك الدولي للإنشاء والتعمير      | 10 أبريل 1947      | 30 ديسمبر 1946       |
|             | المنظمة الهيدروغرافية الدولية      | ?                  | ?                    |
|             | الاتحاد الدولي للاتصالات           | 12 يناير 1924      | 13 أغسطس 1920        |
|             | منظمة حظر الأسلحة الكيميائية       | ?                  | ?                    |
|             | مؤسسة التمويل الدولية              | 28 يونيو 1962      | 28 ديسمبر 1956       |
|             | منظمة الشرطة الجنائية الدولية      | ?                  | ?                    |

## أعلام
هذه قائمة لبعض الشخصيات التي تربطها علاقات بالبلدين:
- جاكوبو كوفاتي (لاعب كرة قدم فنزويلي، 30 يونيو 1993[18] – )
- طارق العيسمي (سياسي فنزويلي، 12 نوفمبر 1974 – )
- مريم حبش (26 يناير 1996 – )
- وليد مقلد (القرن العشرين – )

## وصلات خارجية
- موقع وزارة الخارجية الفنزويلية